# Batistinula
Batistinula — монотиповий рід грибів родини Asterinaceae. Назва вперше опублікована 1960 року.

## Класифікація
До роду Batistinula відносять 1 вид:
- Batistinula gallesiae.

## Поширення та середовище існування
Знайдений на листках Gellesia gorazema у штаті Пернамбуку, Бразилія.